# ISO 3166-2:BA
کد ISO 3166-2:BA بخشی از استاندارد ایزو ۳۱۶۶ برای کشور بوسنی و هرزگوین است که توسط سازمان بین‌المللی استانداردسازی ISO تنظیم شده‌است این سازمان، کدهای استاندارد را برای تقسیمات کشوری (ایالت‌ها یا استان‌های) کشورهای فهرست شده در استاندارد ایزو ۳۱۶۶-۱ تعریف می‌کند.
هر کد شامل دو بخش می‌گردد که توسط علامت - جدا می‌گردند.
- بخش نخست BA که در ایزو ۳۱۶۶-۱ آلفا-۲ کد کشور بوسنی و هرزگوین است.
- بخش دوم شامل یک یا دو یا سه حرف است که بیان‌کننده استان یا ایالت کشور بوسنی و هرزگوین می‌باشد.